# Prison Juliette-Dodu
La prison Juliette-Dodu est une ancienne prison de l'île de La Réunion. Située dans la rue Juliette-Dodu, l'une des plus commerçantes de Saint-Denis, le chef-lieu du territoire, elle se caractérise par une grande vétusté, qui lui valait d'être souvent désignée comme étant « la honte de la République ». En décembre 2008, les prisonniers ont été transférés vers le centre pénitentiaire de Saint-Denis et la prison fut fermée. Actuellement, un projet est à l'étude pour transformer l'ancienne prison en logements sociaux, commerces et parking. Face à ce projet, un « Collectif pour la mémoire de la prison Juliette-Dodu » s'est formé pour réclamer la création d'un lieu de mémoire sur une partie du site. 
L'ancienne prison est inscrite aux monuments historiques en 2019.
Les fouilles archéologiques de 2013 mettent au jour une structure constituée de quatre murs volcaniques, lieux ou étaient incarcérés les prisonniers les plus dangereux.